# Армија
Армија (од лат.  — „чин наоружавања”) представља стратегијско-оперативну групацију копнене војске (или ратног ваздухопловства) променљивог састава. Најчешће се састоји од неколико корпуса, дивизија, самосталних бригада, пукова, батаљона (дивизиона) и других јединица, а може имати и здружене оперативно-тактичке саставе.
Увођење ракетно-нуклеарног оружја, а посебно масовно увођење моторних возила (првенствено гусеничара) повећали су ударну моћ и покретљивост савремених армија. Армије већине развијених земаља су веома снажне здружене формације, опремљене различитим врстама ракета оперативно-тактичке намене, великим бројем оклопних, артиљеријских и артиљеријско-ракетних јединица противваздушне одбране и других јединица родова и служби. Савремене армије састоје се од корпуса, самосталних дивизија и других јединица или само од дивизија, бригада и других јединица. Потпуно су моторизоване и оспособљене за дејства у условима савременог ратовања.
Као највиша оперативна јединица копнене војске армија се први пут помиње у француским револуционарним ратовима крајем XVIII века. У Првом светском рату армије су у готово свим земљама задржане као највише оперативно-стратегијске формације. У грађанском рату у Русији створене су прве коњичке армије. Током Другог светског рата армије су задржале обележја основних оперативних јединица, које су дејствовале у оквиру групе армија, фронта или самостално. Тада се први пут појављују и тенковске, оклопне, механизоване, ваздухопловне, ваздушно-десантне, поморско-десантне и армије противваздушне одбране.
На просторима бивше Југославије, током балканских ратова 1912-13. и у Првом светском рату 1914-18. године Краљевина Србија имала је три армије. Године 1919. војска Краљевине Срба, Хрвата и Словенаца, касније Краљевине Југославије подељена је у четири армијске и 16 дивизијских области. Пред почетак Априлског рата 1941. године краљевска војска била је подељена у шест армијских области. У Народноослободилачком рату почетком 1945. године створене су четири армије Народноослободилачке војске Југославије (НОВЈ). Од краја 1947. године, расформиравањем армија, Југословенска армија, а од 1951. године Југословенска народна армија била је подељена у пет војних области. После 1992. године, државна територија је била подељена у 3 армијске области које су остале и за време Србије и Црне Горе. Армијске области су укинуте 2006. године након оцепљена Црне Горе.
Армијом се називају и оружане снаге у целини или копнена војска неке земље.

## Историја

### Индија
Индијске војске биле су међу првима у свету. У првој забележеној бици, Бици десет краљева, хиндуистички аријевски краљ по имену Судас победио је савез од десет краљева и поглавица које су их подржавали. Током гвозденог доба, царства Маурија и Нанда су имала највеће армије на свету, а врхунац је био око 600.000 пешака, 30.000 коњаника, 8.000 ратних кочија и 9.000 ратних слонова, не укључујући савезнике вазалне државе. У доба Гупте, велике армије дугих стрелаца су регрутоване да се боре против нападачких армија коњичких стрелаца. Слонови, копљаници и коњица били су друге употребљаване трупе.

### Кина
Уметност ратовања Сун Цуа остаје један од седам кинеских војних класика, иако је стар две хиљаде година. Пошто ниједна политичка фигура није могла да постоји без војске, предузете су мере како би се обезбедило да само најспособније вође могу да контролишу војску. Цивилна бирократија (士大夫) је настала да контролише производну моћ држава и њихову војну моћ.

### Древни Рим
Римска војска је имала своје порекло у грађанској војсци Републике, у којој су били грађани који су служили обавезну дужност за Рим. Реформе су војску претвориле у професионалну организацију коју су још увек углавном попуњавали грађани, али су ови грађани служили непрекидно 25 година пре него што су отпуштени.

### Средњовековна Европа
У најранијем средњем веку била је обавеза сваког аристократе да се одазове позиву у битку својом опремом, стрелцима и пешадијом. Овај децентрализовани систем је био неопходан због друштвеног поретка тог времена, али је могао довести до шароликих снага са променљивом обуком, опремом и способностима. Што је племић имао више ресурса на располагању, његове трупе би биле боље.
У почетку су се речи „витез“ и „племенити“ користиле наизменично, јер није било разлике између њих. Док се племство борило на коњима, подржавали су га грађани ниже класе, плаћеници и криминалци, чија је једина сврха била учешће у ратовању јер су, најчешће, имали краће запослење током ангажмана свог господара. Како је средњи век напредовао и феудализам се развијао у легитимном друштвеном и економском систему, витезови су почели да се развијају у сопствену класу са мањим ограничењем: и даље су били у обавези према свом господару. Како више није била првенствено вођена економским потребама, новооснована вазална класа је, уместо тога, била вођена оданошћу и витештвом.
У теорији, сваки Енглез је имао обавезу да служи четрдесет дана. Четрдесет дана није било довољно за поход, посебно оне на континент.
Године 1439, француско законодавство, познато као Генерални сталежи (француски: états généraux), донело је законе који су ограничавали регрутовање и обуку војске само на краља. Требало је подићи нови порез познат као taille који је требало да обезбеди финансирање нове краљевске војске. Најамничке чете су добиле избор или да се придруже Краљевској војсци као компаније по захтеву на трајној основи, или да буду прогоњене и уништене ако одбију. Француска је добила укупну сталну војску од око 6.000 људи, која је послата да постепено елиминише преостале плаћенике који су инсистирали да делују сами. Нова стајаћа војска имала је дисциплинованији и професионалнији приступ ратовању од својих претходника. Реформе из 1440-их су на крају довеле до победе Француске код Кастијона 1453. и завршетка Стогодишњег рата. До 1450. године јединице су подељене на теренску војску, познату као grande ordonnance и гарнизонске снаге познате као petite ordonnance.